# Planeta de púlsar

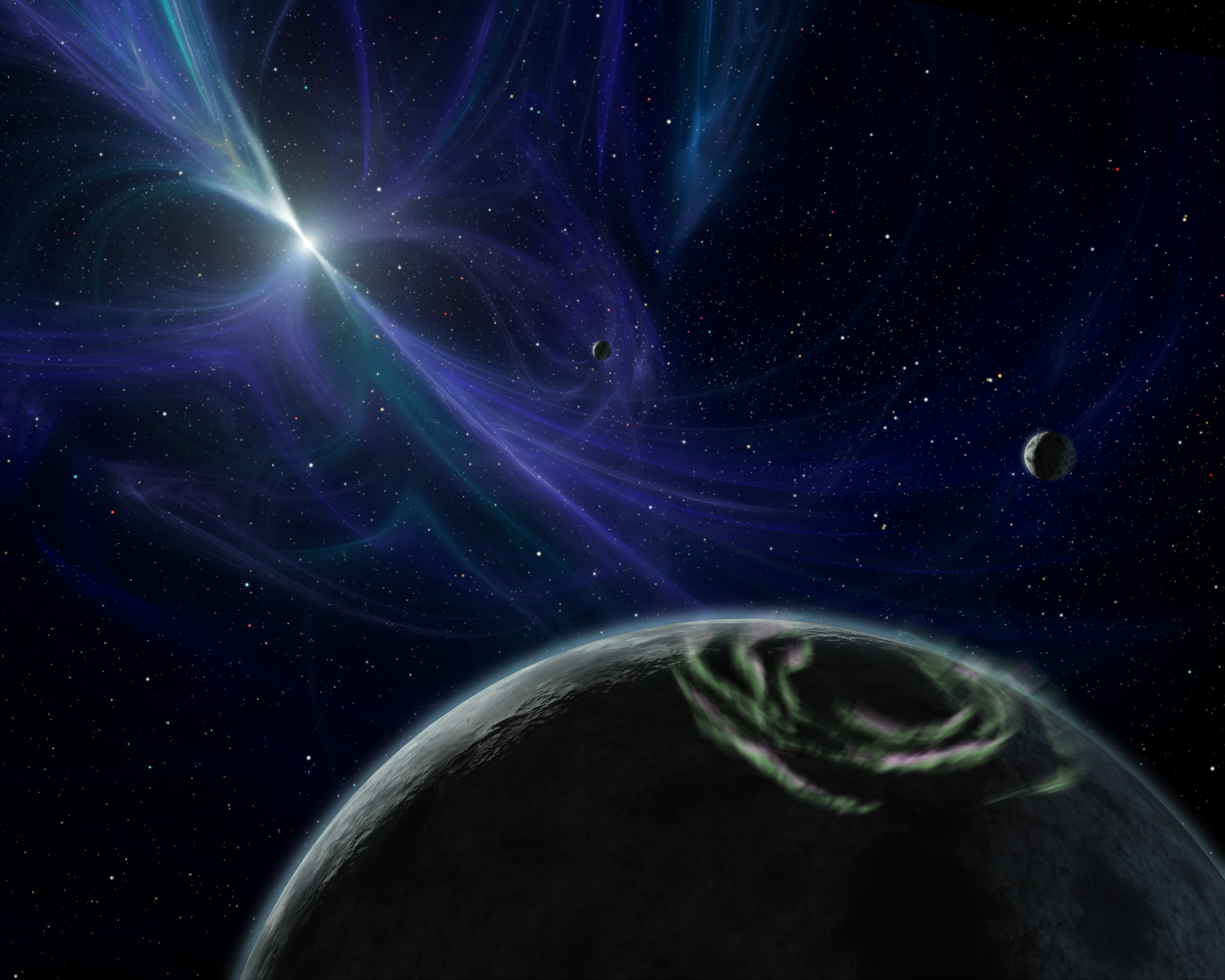
Concepción artística del sistema de planetas Lich.

Los planetas de púlsares son planetas  que se encuentran orbitando a una estrella de neutrones. El primero de estos planetas fue descubierto alrededor de un púlsar de milisegundos y fue el primer planeta extrasolar en ser confirmado como descubierto.

## Planetas de púlsares
Los planetas de púlsares se descubren a través de mediciones  momento de púlsar, para detectar anomalías en el período de pulsación. Cualquier cuerpo orbitando el púlsar causarán cambios regulares en su pulsación. Los púlsares normalmente giran a velocidades casi constantes, los cambios se pueden detectar fácilmente con la ayuda de mediciones de tiempo precisas. El descubrimiento de planetas de púlsar fue inesperado; pulsares o estrellas de neutrones fueron anteriormente supernovas, y se pensaba que los posibles planetas que existieran en esos sistemas se tendrían que haber destruido en la explosión o enviado al espacio por su onda expansiva, por lo que su existencia después de la supernova es un gran descubrimiento.
En 1991, Andrew G. Lyne anunció el primer planeta de púlsar descubierto alrededor de PSR 1829-10. Sin embargo, este fue retirado más tarde, justo antes de que se anunciaran los primeros planetas de púlsar reales.
En 1992, Aleksander Wolszczan y Dale Frail anunciaron el descubrimiento de un multi sistema planetario alrededor del púlsar de milisegundos PSR 1257+12. Estos fueron los dos primeros planetas extrasolares confirmados por descubrir, y por lo tanto el primer sistema planetario extrasolar multi-planeta descubierto, y los primeros planetas pulsares descubiertos. No había duda sobre el descubrimiento debido a la retracción del planeta púlsar anterior, y preguntas acerca de cómo los púlsares podrían tener planetas. Sin embargo, los planetas resultaron ser real. Dos planetas adicionales de menor masa posteriormente fueron descubiertos por la misma técnica.
En 2000, el pulsar de milisegundos PSR B1620-26 se encontró que tenía un planeta circumbinario (PSR B1620-26 b) que orbita tanto ella como su compañera enana blanca, WD B1620-26. Esto fue anunciado como el planeta más antiguo jamás descubierto, a 12 600 millones de años. Actualmente se cree haber sido originalmente el planeta de WD B1620-26 antes de convertirse en un planeta circumbinarios, y por lo tanto, mientras descubierto a través del método de sincronización pulsar, que no formó la forma que los planetas PSR B1257 +12 se cree que tienen.
En 2006, el magnetar 4U 0142 +61, que se encuentra a 13 000 años luz de la Tierra, se descubrió que tenía un disco protoplanetario. El descubrimiento fue realizado por un equipo dirigido por Deepto Chakrabarty de MIT con el telescopio espacial Spitzer. Se cree que el disco que se han formado a partir de restos de metal rico sobrante de la supernova que formó el púlsar hace unos 100 000 años y es similar a los que se observan alrededor de estrellas similares al Sol, lo que sugiere que puede ser capaz de formar planetas en una manera similar. Un planeta pulsar sería poco probable de albergar vida tal como la conocemos, ya que los altos niveles de radiación ionizante emitida por el púlsar y la escasez correspondiente de la luz visible.
En 2011, se anunció un planeta que está la teoría de que el núcleo remanente de una estrella que orbitaba un púlsar. Orbita milisegundo pulsar PSR J1719-1438, y representa un camino hacia el estatus planetario por evaporación de una estrella. El planeta se estima que tiene una densidad de al menos 23 veces la del agua, un diámetro de 55 000 km, una masa cercana a la de Júpiter y un período orbital 2hr10min en 600 000 km. Se cree que es el núcleo de cristal de diamante que queda de la enana blanca evaporada, con una cifra estimada de 1031 peso en quilates.
Hay tres tipos de planetas pulsares conocidos hasta ahora. Los planetas PSR B1257 +12 se formaron de los restos de una estrella compañera destruido que utiliza a la órbita del púlsar. En PSR J1719-1438, el planeta más probable es el compañero, o lo que queda de ella después de haber sido casi totalmente destrozado, por la irradiación extrema del púlsar cercano. PSR B1620-26 b es muy probable que un planeta capturado.

## Lista de planetas de púlsares

### Planetas confirmados
| Púlsar       | Objeto planetario | Masa     | Semieje mayor (UA) | Período orbital     | Descubrimiento |
| ------------ | ----------------- | -------- | ------------------ | ------------------- | -------------- |
| PSR B1620-26 | PSR B1620-26 b    | 2,5 MJ   | 23                 | 100 años            | 2003           |
| PSR B1257+12 | PSR B1257+12 A    | 0,020 M⊕ | 0,19               | 25,262±0,003 días   | 1994           |
| PSR B1257+12 | PSR B1257+12 B    | 4,3 M⊕   | 0,36               | 66,5419±0,0001 días | 1992           |
| PSR B1257+12 | PSR B1257+12 C    | 3,90 M⊕  | 0,46               | 98,2114±0,0002 días | 1992           |

### Candidatos
| Púlsar         | Objeto planetario | Masa  | Semieje mayor (UA) | Período orbital   | Anuncio              |
| -------------- | ----------------- | ----- | ------------------ | ----------------- | -------------------- |
| PSR J1719-1438 | PSR J1719-1438 b  | ~1 MJ | 0,004              | 2,176951032 horas | 25 de agosto de 2011 |

#### Planetas dudosos
| Púlsar       | Objeto planetario | Masa   | Semieje mayor (UA) | Período orbital     | Anuncio |
| ------------ | ----------------- | ------ | ------------------ | ------------------- | ------- |
| Geminga      | Geminga b         | 1,7 M⊕ | 3,3                | 5,1 años            | 1997    |
| PSR B0329+54 | PSR B0329+54 A    | 0,3 M⊕ | 2,3                | 1205,358±0,003 días | 1979    |
| PSR B0329+54 | PSR B0329+54 B    | 2,2 M⊕ | 7,3                | 61728,94±0,003 días | 1979    |
| PSR B1828-10 | PSR B1828-10 A    | 3 M⊕   | 0,93               | 384,3649 días       | 1992    |
| PSR B1828-10 | PSR B1828-10 B    | 12 M⊕  | 1,32               | 493,077375 días     | 1992    |
| PSR B1828-10 | PSR B1828-10 C    | 8 M⊕   | ?                  | ?                   | 1992    |

### Disco protoplanetario
| Púlsar     | Disco protoplanetario | Descubrimiento |
| ---------- | --------------------- | -------------- |
| 4U 0142+61 | disco de 4U 0142+61   | 2006           |

### Planetas sin refutar
| Púlsar       | Planeta        | Masa      |
| ------------ | -------------- | --------- |
| PSR 1829-10  | PSR 1829-10 A  | 10 ME     |
| PSR B1257+12 | PSR B1257+12 D | 0,0004 M⊕ |